# Ризека Дон Чичо (Потенца)
Ризека Дон Чичо (итал. Riseca Don Ciccio) је насеље у Италији у округу Потенца, региону Базиликата.
Према процени из 2011. у насељу је живело 38 становника. Насеље се налази на надморској висини од 795 м.